# Aspergillus nutans
Aspergillus nutans är en svampart som beskrevs av McLennan & Ducker 1954. Aspergillus nutans ingår i släktet Aspergillus och familjen Trichocomaceae.   Inga underarter finns listade i Catalogue of Life.